# Kaartojärvi (Gällivare socken, Lappland, 749520-169749)
Kaartojärvi är en sjö i Gällivare kommun i Lappland och ingår i Kalixälvens huvudavrinningsområde. Sjön har en area på 0,326 kvadratkilometer och ligger 504 meter över havet. Kaartojärvi ligger i Torne och Kalix älvsystem Natura 2000-område.

## Delavrinningsområde
Kaartojärvi ingår i det delavrinningsområde (749341-169877) som SMHI kallar för Mynnar i Kalixälvens vattendragsyta. Medelhöjden är 511 meter över havet och ytan är 20,22 kvadratkilometer. Räknas de 6 avrinningsområdena uppströms in blir den ackumulerade arean 52,44 kvadratkilometer. Akkaljoki som avvattnar avrinningsområdet har biflödesordning 2, vilket innebär att vattnet flödar genom totalt 2 vattendrag innan det når havet efter 307 kilometer. Avrinningsområdet består mestadels av skog (85 procent) och sankmarker (13 procent). Avrinningsområdet har 0,54 kvadratkilometer vattenytor vilket ger det en sjöprocent på 2,7 procent.